# Генічеськ (станція)
Гені́чеськ — тупикова залізнична станція 4-го класу Запорізької дирекції Придніпровської залізниці на лінії Новоолексіївка —Генічеськ. Розташована в однойменному місті Херсонської області (за 14 км від станції Новоолексіївка).

## Історія
Станція відкрита 1876 року, в складі Лозово-Севастопольської залізниці на відгалуженій залізничній лінії Федорівка — Джанкой.
У 1986 році станція електрифікована постійним струмом (=3 кВ) в складі дільниці Новоолексіївка — Генічеськ (завдовжки 15,1 км).
З 2015 року на станції проведена реконструкція щодо її збільшення, так як у найближчі часи вона є кінцевою для поїздів кримського напрямку.
У червні 2016 року побудовані нові зручні паркувальні місця для автотранспорту, на вокзалі відкрита оновлена сервісна зона, побудована третя платформа та додаткові колії для маневрування залізничного транспорту.
Завдяки роботі Укрзалізниці щодо збільшення кількості пасажирських поїздів на літній період в напрямку Генічеська у 2017 році регіон відвідала рекордна кількість туристів — понад 1 млн. Генічеська районна державна адміністрація уклала договори із залізницею щодо організації пасажирських перевезень, що почали діяти з вересня 2017 року.

## Пасажирське сполучення
З 25 лютого 2022 року, у зв'язку з небезпекою курсування поїздів через російське вторгнення в Україну, АТ «Укрзалізниця» скасувала рух всіх поїздів далекого та приміського сполучення, що прямують від Запоріжжя до станцій Генічеськ та Сиваш.

### Приміські поїзди (рух до 25 лютого 2022 року)
До станції Генічеськ зазвичай курсують приміські електропоїзди типу ЕР2Т, ЕПЛ2Т (зрідка ЕР1) із Запоріжжя, Дніпра та Кривого Рогу.
10 листопада 2018 року Дніпровське моторвагонне депо регіональної філії «Придніпровська залізниця» відправило у перший рейс після капітального ремонту приміський електропоїзд ЕР2Т-7222 за маршрутом Дніпро — Генічеськ — Дніпро.
З 13 березня 2020 року по станції Генічеськ був припинений будь який залізничний рух.
З 6 листопада 2020 року відновлено рух приміських електропоїздів щоп'ятниці та щонеділі за напрямком Генічеськ / Новоолексіївка — Сиваш, зі станції Новоолексіївка далі у напрямку станцій Мелітополь, Запоріжжя I, Запоріжжя II.
| Рух приміських електропоїздів по станції Генічеськ (з 12.12.2021) |                    |                          |
| №                                                                 | Маршрут сполучення | Періодичність курсування |
| 6906/6905                                                         | Сиваш — Генічеськ  | Щоп'ятниці, щонеділі     |

### Поїзди далекого сполучення (рух до 25 лютого 2022 року)
Під час курортного сезону, влітку, призначаються додаткові пасажирські поїзди далекого сполучення.
Передбачалось, що під час курортного сезону 2016 року, збільшиться кількість пасажирських поїздів до десяти, проте це не відбулося через недостатнє фінансування.
З 16 червня по 18 вересня 2016 року вперше був призначений УЗШК регіональний денний швидкісний поїзд EJ 675 Інтерсіті+ № 729/730 сполученням Харків — Генічеськ.
У червні-вересні 2019 році вперше маршрут руху нічного швидкого поїзда № 113/118 «Буковина»  подовжувався з Києва до Генічеська.
До станції Генічеськ є можливість дістатися від станції Новоолексіївка електропоїздами або автобусами.
Щорічно під час курортного сезону, з червня по вересень, призначаються пасажирські поїзди далекого сполучення.
| Рух поїздів далекого сполучення по станції Генічеськ (станом на 2021 рік)        |                                |                                                                             |                                                                              |
| №                                                                                | Маршрут сполучення             | Періодичність курсування                                                    | Примітки                                                                     |
| 189/243//190/244                                                                 | Дніпро, Кривий Ріг — Генічеськ | Через день, з червня по вересень                                            |                                                                              |
| 231/232                                                                          | Івано-Франківськ — Генічеськ   | Через день, з червня по вересень                                            | З 2017 року маршрут руху поїзда подовжено від станції Новоолексіївка         |
| 281/282                                                                          | Хмельницький — Генічеськ       | Через день, з червня по вересень                                            |                                                                              |
| 501/502                                                                          | Дніпро — Генічеськ             | За вказівкою                                                                |                                                                              |
| 513/514                                                                          | Кривий Ріг — Генічеськ         | За вказівкою                                                                |                                                                              |
| Рух поїздів далекого сполучення по станції Новоолексіївка, що курсують цілий рік |                                |                                                                             |                                                                              |
| 11/12 «Славутич»                                                                 | Київ — Новоолексіївка          | Щоденно                                                                     |                                                                              |
| 81/82 «Харків»                                                                   | Харків — Новоолексіївка        | Щоденно в літній період, через день — в зимовий період                      | Курсує з групою вагонів безпересадкового сполучення Полтава — Новоолексіївка |
| 85/86                                                                            | Львів — Новоолексіївка         | Через день. З жовтня по травень курсує двогрупним складом з поїздом № 87/88 |                                                                              |
| 87/88 «Лісова пісня»                                                             | Ковель — Новоолексіївка        | Через день. З жовтня по травень курсує двогрупним складом з поїздом № 85/86 |                                                                              |